# Dead Giant Tunnel Tree
Le Dead Giant Tunnel Tree est un séquoia géant mort dans le comté de Tuolumne, en Californie, dans l'ouest des États-Unis. Situé dans le Tuolumne Grove, au sein du parc national de Yosemite, il est rendu remarquable par le passage creusé dans la base de son tronc à la fin du XIXe siècle. Autrefois franchi par des automobiles, ce tunnel n'est plus emprunté, aujourd'hui, que par les marcheurs du Tuolumne Grove Trail, dont il constitue la principale attraction touristique.

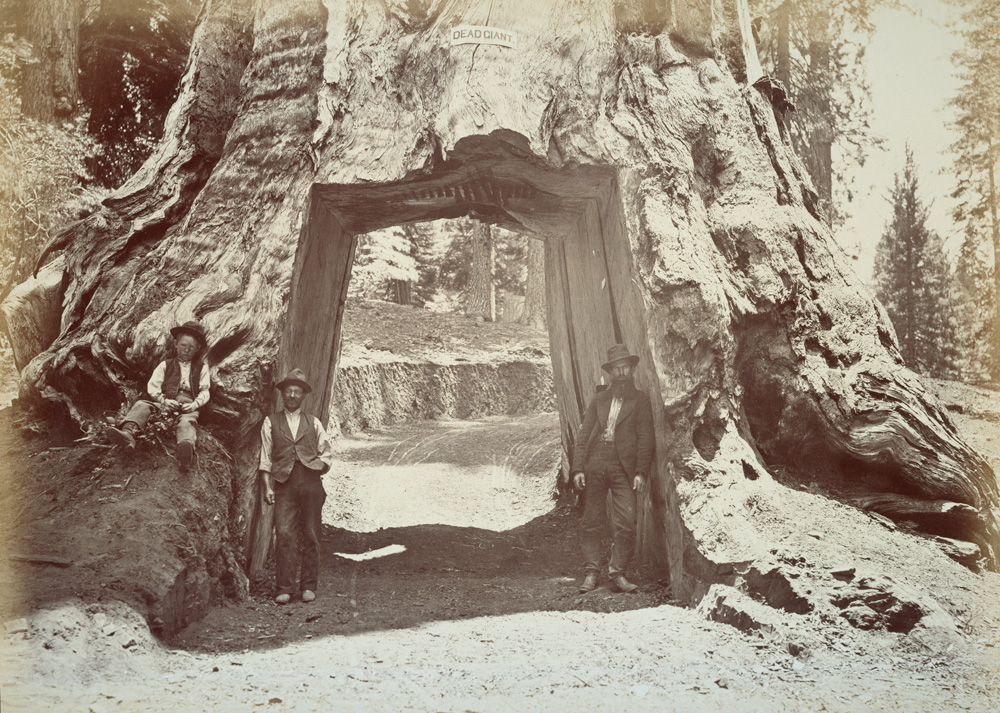
Le Giant Tunnel Tree vers 1880.